# L'età acerba
L'età acerba (Les roseaux sauvages) è un film del 1994 diretto da André Téchiné.
È stato presentato nella sezione Un Certain Regard al 47º Festival di Cannes.

## Trama
Serge Bartolo e François Forestier sono due adolescenti francesi. Vivono il 1962 in collegio e frequentano un liceo maschile nella provincia francese, nel sud ovest del Paese, ai tempi della guerra d'Algeria. François è uno degli studenti migliori del corso ed è fidanzato con Maïté Alvarez, la figlia della professoressa di lingua francese, con la quale intrattiene una relazione platonica.
Il fratello maggiore di Serge, Pierre, per evitare l'arruolamento nell'esercito, ha sposato una giovane del paese, ma ora, chiamato alle armi, chiede a Madame Alvarez, responsabile di una cellula locale del partito comunista, di aiutarlo a disertare. Tuttavia la donna non accetta e il ragazzo è costretto a partire per la guerra.
Serge è molto bravo nelle materie scientifiche, ma ha difficoltà in quelle letterarie. Per superare i compiti in classe decide così di chiedere aiuto a François, che spicca per le sue capacità critiche e la facilità di scrittura. I due iniziano a frequentarsi e divengono profondamente amici.
Tra i compagni di classe c'è Henri Mariani, un ventunenne ribelle, più volte ripetente e compagno di stanza di Serge. Pied-noir, critica il generale De Gaulle ed è molto vicino ai valore dell'Organisation armée secrète. È costantemente in lite con insegnanti e compagni. Suo padre è morto in guerra e vive attaccato alla radio, con l'orecchio teso alle notizie sugli sviluppi bellici. È fortemente irrequieto per la sorte della madre ancora residente in Algeria e costretta a rientrare in patria.
Col trascorrere dei giorni di scuola François e Serge si frequentano ed insieme hanno le prime esperienze sessuali. Nel frattempo Henri li osserva e comprende che François è omosessuale ed  innamorato dell'amico Serge, mentre Serge si è invaghito di Maïté.
François e Maïté intanto si confidano: il primo racconta di essere attratto dai ragazzi e dei propri sentimenti per Serge. Maïté, invece, esprime il suo momentaneo rifiuto per la sessualità e il sesso e racconta di non essere interessata a Serge.
François, spaventato per il proprio futuro, è pieno di dubbi. Sa che non è facile vivere l'omosessualità nella società francese degli anni sessanta del XX secolo ed è terrorizzato dall'impossibilità di portare avanti una relazione con ragazzo. Per superare questa difficoltà deciderà di interpellare il proprietario di un negozio di scarpe che sa essere convivente da tempo con un altro uomo, per chiedergli un consiglio di vita, ma rimarrà senza risposte.
D'improvviso giunge dal fronte la notizia della morte del fratello di Serge. Madame Alvarez, attanagliata dal rimorso, cade in depressione e viene ricoverata all'ospedale. Serge reagisce abbandonando il collegio e andando a convivere con l'ex moglie del fratello, con la quale intraprende una relazione sessuale e priva di sentimenti, pur continuando a frequentare la scuola.
Il supplente incaricato di sostituire l'insegnante di lettere è Monsieu Morelli. Egli comprende lo stato d'animo di Henri e cerca in tutti i modi di aiutarlo a diplomarsi, spingendosi persino discutere di politica e ad impartirgli lezioni di ripetizione serali e personalizzate. Tutto sembra andare per il verso giusto, finché il giorno prima degli esami, de Gaulle annuncia il ritiro dell'esercito francese dal fronte algerino.
Henri sentitosi tradito dallo Stato, pianifica di mettere a fuoco la sede locale del partito comunista e, armatosi di taniche di benzina, abbandona in piena notte il collegio. Tuttavia, giunto sul luogo decide di desistere allorché rileva la presenza di Maïté che sta studiando proprio all'interno della sua abitazione, ove è sita la sede del partito.
Maïté rimane sbalordita nel vedere il ragazzo in giro la notte e, ignara del pericolo appena scampato, decide di dargli ospitalità. Henri rimane folgorato dalla bellezza della ragazza e, dopo un paio d'ore di sonno, decide di confessare il vero motivo dell'abbandono del collegio e di andarsene dalla cittadina.
Il giorno seguente, François, Serge e Maïté decidono di andare a fare il bagno nel fiume nell'attesa dei risultati degli esami. Sul tragitto incontrano Henri diretto alla stazione e pronto ad abbandonare tutto e tutti, il quale accoglie il loro invito. Arrivati al fiume Maïté cede alle lusinghe di Henri, mentre François trova la forza di chiedere a Serge se il suo amore sarà mai corrisposto e trova pace nel risolvere finalmente il suo dubbio.

## Premi
- Premio César 1995 (Francia)
  - Miglior film
  - Miglior regista (André Téchiné)
  - Migliore sceneggiatura originale o il miglior adattamento (Olivier Massart, Gilles Taurand and André Téchiné)
  - Migliore promessa femminile (Élodie Bouchez)
  - Nomination: miglior attrice non protagonista (Michèle Moretti)
  - Nomination: migliore promessa maschile (Frédéric Gorny)
  - Nomination: migliore promessa maschile (Gaël Morel)
  - Nomination: migliore promessa maschile (Stéphane Rideau)
- Un Certain Regard, Festival di Cannes 1994 (Francia)
  - Nominated[2]
- Los Angeles Film Critics (USA)
  - Miglior film in lingua straniera
- National Society of Film Critics (USA)
  - Miglior film in lingua straniera
- New York Film Critics (USA)
  - Miglior film in lingua straniera
- Premio Louis-Delluc 1994